# Antonio Vassilacchi
Antonio Vassilacchi, chiamato l'"Aliense" (Αντώνιος Βασιλάκης; Milo, 1556/1557 – Venezia, 14 aprile 1629), è stato un pittore greco che operò soprattutto a Venezia e nel Veneto.

## Biografia
Malgrado le fonti raccontino la nascita  nell'isola greca di Milos, la recente scoperta di un documento in Archivio di Stato a Venezia, in cui il pittore stesso testimonia la sua nascita a Venezia, indica che egli nacque e crebbe nel sestiere di Castello . I genitori, viste le sue spiccate tendenze artistiche, lo mandarono a bottega a sedici anni dal Veronese. Presto Antonio diventò il suo pupillo e collaborò con lui per una serie di affreschi nel palazzo vescovile di Treviso, poi nella chiesa di Sant'Agata a Padova, a Montecchia di Crosara e in varie chiese a Venezia. Ebbe la sua grande occasione quando un incendio, nel dicembre 1577 distrusse il Palazzo Ducale a Venezia, e lui fu uno dei pittori incaricati di eseguire degli affreschi nel palazzo ricostruito.
Nel 1584 divenne membro della Fraglia dei pittori veneziani, e fu lì che gli venne affibbiato il soprannome di Aliense, dal latino alienus, straniero, perché non era né veneziano, né italiano.

Nel 1600 entrò a far parte della Scuola di San Nicolò dei Greci, una confraternita di stranieri fra le più vivaci culturalmente a Venezia.
Ebbe tre mogli, dalla prima nacque il figlio Stefano, che divenne un bravo pittore e collaborò con lui per delle opere da eseguire per l'incoronazione di Baldovino di Fiandra, ma morì giovane.

Vassilacchi ebbe anche due figlie una delle quali diventò monaca nel monastero di Santa Chiara, dove il padre aveva dipinto un'Annunciazione.

Sposò la sua seconda moglie, Giacomina,  il 2 novembre 1609, ma questa morì sei giorni dopo.
Anche l'ultimo matrimonio fu sfortunato. Il suo allievo e biografo Carlo Ridolfi racconta che Vassilacchi mostrava spesso agli amici un suo dipinto, in esso era ritratto lui stesso che trasportava sulla schiena la sua ultima moglie, la sua nutrice, suo zio, e suo figlio Stefano, poi commentava dicendo: «Questo è il peso che dovrò sopportare finché vivo».
Fra i suoi allievi ebbe anche Tommaso Dolabella.
Morì a settantatré anni il sabato di Pasqua del 1629, fu sepolto con grandi onori nella chiesa di San Vidal il giorno di Pasqua. In quella chiesa, che si trovava nello stesso campo dove lui abitava, aveva dipinto una Resurrezione ed una Ascensione.

## Opere principali
Le sue opere nel Palazzo Ducale, probabilmente superano quelle di qualsiasi altro singolo artista, in quanto egli dipinse in tutte le principali sale del Palazzo, come la Sala del Maggior Consiglio, la Sala dello Scrutinio, la Sala del Senato, la Sala del Consiglio dei Dieci e la Sala della Bussola.
Nel 1586 gli fu chiesto di dipingere uno dei suoi quadri più grandi, la Resurrezione, nel coro di San Marziale. Fornì il disegno preliminare, in chiaroscuro, della Crocifissione al pittore Domenico Cresti, che poi lo realizzò nella stessa chiesa. I due dipinti, restaurati nel 1958, sono ancora appesi nello stesso luogo, uno di fronte all'altro, ai lati dell'altare maggiore della chiesa.
Nel 1591, dalla Scuola dei commercianti gli fu commissionato un dipinto nella chiesa di San Giovanni Elemosinario, a pochi metri dal centro commerciale di Venezia, il Ponte di Rialto. Nel 1588 dipinse La piaga dei serpenti  nella Chiesa dell'Angelo Raffaele. All'interno della facciata della chiesa di San Zaccaria sono conservate altre quattro opere dell'Aliense.
Sempre del 1591 è l'Adorazione dei pastori, unica sua opera presente in Polesine nella cittadina di Loreo, e ricevuta dai depositi di Palazzo Ducale.
Nel 1592 dipinse il suo dipinto più grande, il Trionfo dell'ordine dei Benedettini.
Nel 1559 i monaci benedettini di San Giorgio Maggiore decisero di rinnovare il loro refettorio e diedero l'incarico al Palladio di eseguire il lavoro, dopo nel 1565, lo incaricarono di restaurare la Basilica, questi preparò un bellissimo progetto, ma riuscì a seguire i lavori solo fino al 1568, per cui al momento della sua morte, dodici anni dopo, nel 1580, l'opera era ancora incompiuta. L'abate quindi convocò Vassilacchi per selezionare i migliori, a suo parere, per la progettazione preliminare dell'altare maggiore della chiesa. Modesto e gentile com'era, per sua natura, l'Aliense ebbe da dire una buona parola su tutti i bozzetti, questo complicò le cose e rese difficile la scelta. Alla fine, gli fu chiesto di presentare un progetto lui stesso. Questo fu immediatamente accolto e da esso nacque il grande bronzo del gruppo dei Quattro Evangelisti che sostengono il mondo e Dio.
Nel 1594, l'Aliense, raccomandato dai Benedettini di San Giorgio Maggiore, si impegnò a dipingere il ciclo della vita di Cristo per la chiesa di chiesa di San Pietro a Perugia, che apparteneva allo stesso Ordine. I suoi dipinti ancora oggi sopravvivono nella loro configurazione originale.
Nel 1602 iniziò la decorazione del Duomo di Salò, mentre altri lavori veramente pregevoli, soprattutto decorativi, si possono ammirare nella villa del senatore Giovanni Barbarigo a Noventa Vicentina.

## Galleria d'immagini

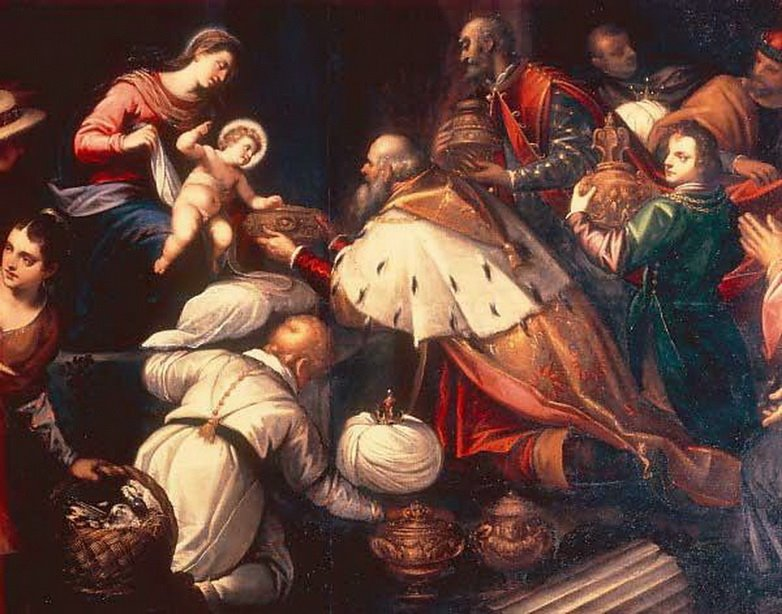
L'Adorazione dei Magi, Venezia, Palazzo Ducale, Sala del Senato.
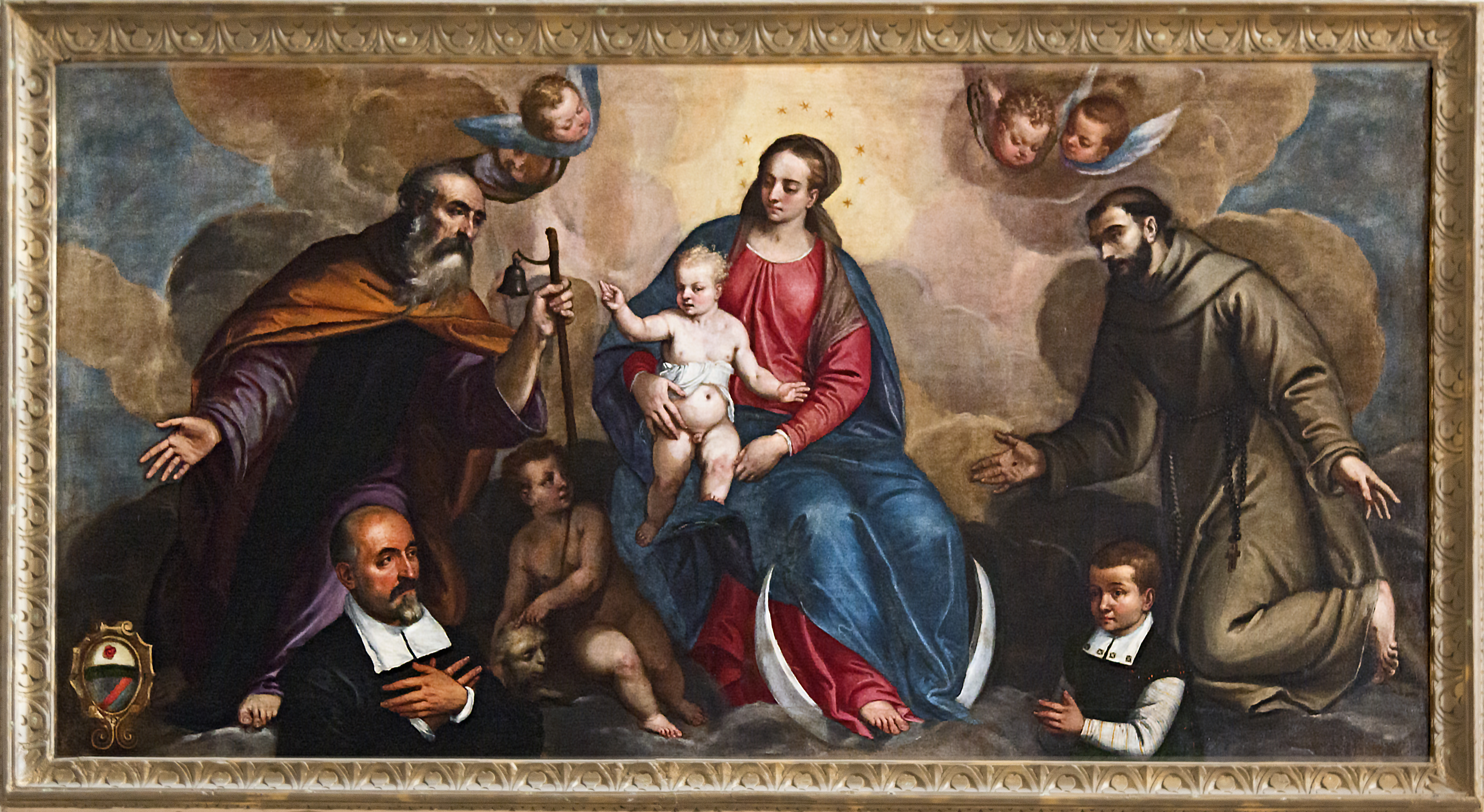
Vergine col bambino, Venezia, San Francesco della Vigna.
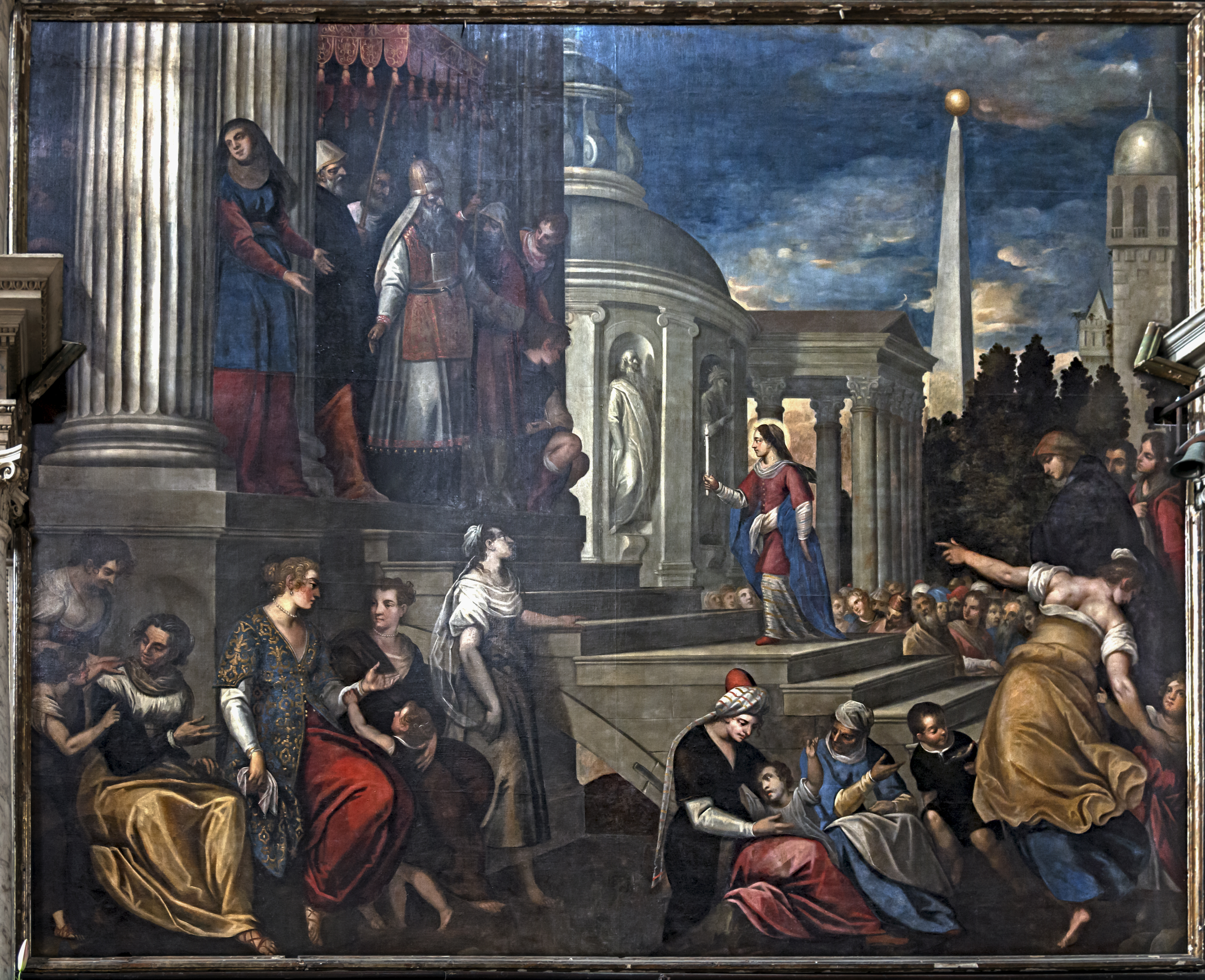
Presentazione di Maria al tempio Chiesa di San Zaccaria.
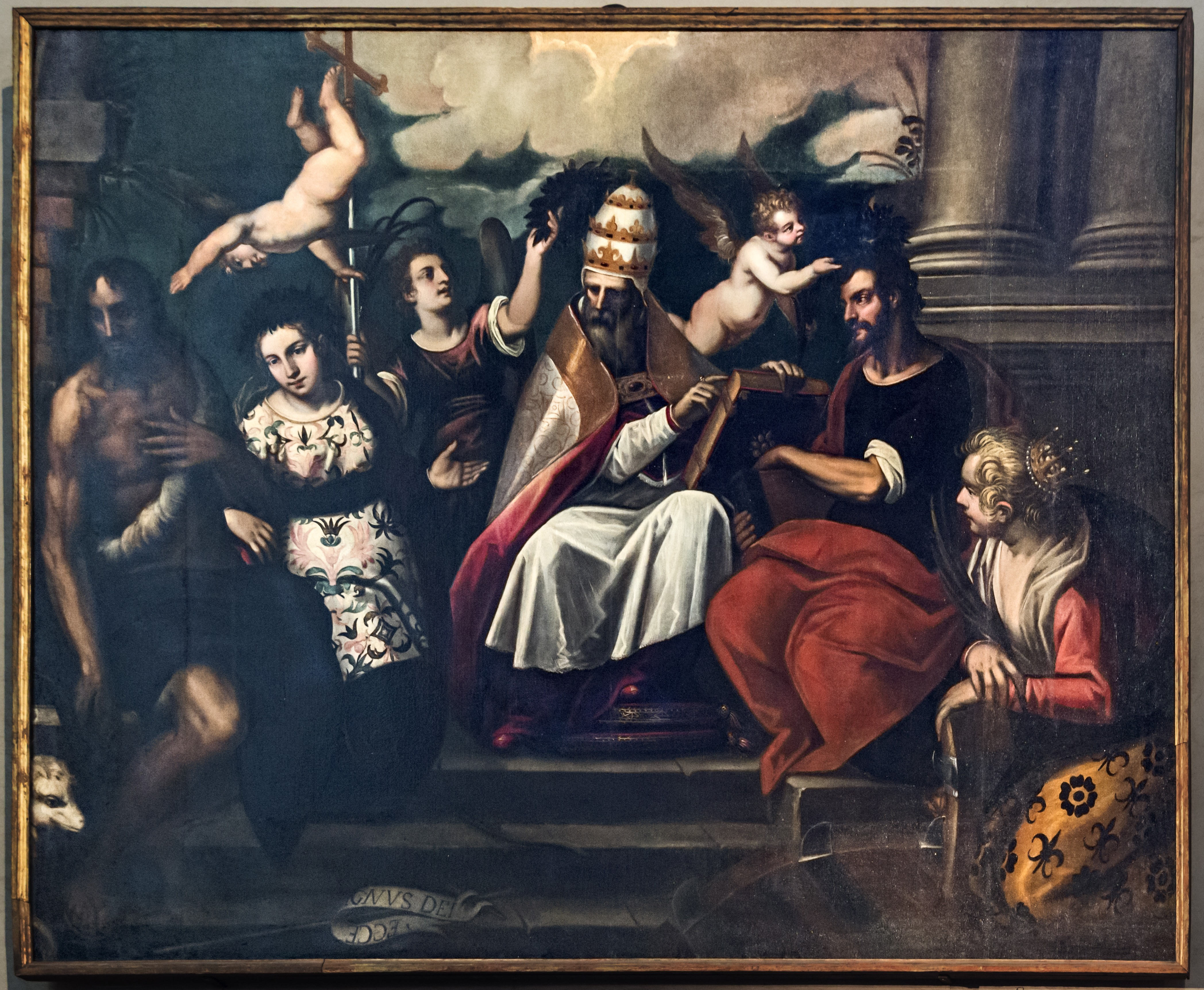
San Gregorio e santi, Chiesa di San Zaccaria, Cappella di Sant’Atanasio.

## Ritratti dell'artista
Una stampa che lo ritrae, eseguita dall'incisore Giovanni Domenico Campiglia (1692–1768) su disegno di Antonio Pietro Pazzi (1706–1770), è conservata nella Galleria Tadini di Lovere (BG).